# Fornícula de Sant Antoni de Pàdua (Girona)
La Fornícula de Sant Antoni de Pàdua és una obra del municipi del Carrer Ciutadans de Girona inclosa en l'Inventari del Patrimoni Arquitectònic de Catalunya. És una fornícula de caràcter clàssic situada al damunt de la llinda del portal d'accés a l'escola d'una casa de renda. Conté a l'interior la imatge d'un Sant. Presenta la següent inscripció: "Resarit un pare nostre se guanyen 250 dies d'indulgencia".